# Koogiste
Koogiste – wieś w Estonii, prowincji Rapla, w gminie Kehtna.